# Psicose pós-traumática
A psicose pós-traumática é um termo utilizado para descrever um conjunto de sintomas psicóticos que podem surgir como resultado de um evento traumático significativo na vida de um indivíduo. Esses sintomas podem incluir alucinações, delírios, pensamento desorganizado, perturbações cognitivas e emocionais, e um comprometimento geral da capacidade de discernir entre a realidade e a fantasia.
Diferentemente da síndrome de estresse pós-traumático (TEPT), onde os sintomas principais geralmente estão relacionados à reexperiência traumática, evitação e hiperestimulação, a psicose pós-traumática se concentra nos sintomas psicóticos que podem se desenvolver após a exposição a um trauma, como abuso físico, abuso sexual, agressão violenta, desastres naturais ou acidentes graves.
Os sintomas da psicose pós-traumática podem se assemelhar aos de outras condições psicóticas, como esquizofrenia ou transtorno bipolar, tornando o diagnóstico diferencial uma consideração importante. A compreensão dos mecanismos subjacentes à relação entre trauma e psicose é complexa e pode envolver fatores genéticos, neurobiológicos e psicossociais. O tratamento da psicose pós-traumática geralmente envolve uma abordagem multidisciplinar, incluindo terapia psicofarmacológica para controlar os sintomas, bem como psicoterapia para lidar com os aspectos emocionais e cognitivos do trauma. A intervenção precoce e o suporte adequado são fundamentais para ajudar os indivíduos a lidar com os sintomas e melhorar sua qualidade de vida.

## Relação entre trauma e psicose
A relação entre trauma e a manifestação de sintomas psicóticos, conhecida como psicose pós-traumática, é uma área complexa e multidimensional que tem recebido crescente atenção na literatura médica e psiquiátrica. O trauma, definido como um evento avassalador e prejudicial que ameaça a integridade física ou psicológica de um indivíduo, pode deixar uma profunda impressão na saúde mental e emocional de uma pessoa. Uma das manifestações psiquiátricas mais intrigantes associadas a eventos traumáticos é a psicose pós-traumática.
A Classificação Internacional de Doenças (CID), mantida pela Organização Mundial da Saúde (OMS), reconhece a psicose pós-traumática e a categoriza como F62.0 - "Distúrbio pós-traumático crônico". Essa inclusão no CID realça a importância clínica da condição e a necessidade de reconhecimento e tratamento adequados.
A psicose pós-traumática pode se apresentar de maneira variada, com sintomas que incluem alucinações, delírios, perturbações no pensamento, emoções desorganizadas e, frequentemente, dificuldades em distinguir entre a realidade e a imaginação. Essa complexa apresentação pode ser confundida com outros distúrbios psicóticos, tornando o diagnóstico diferencial uma tarefa crítica para o tratamento bem-sucedido. O entendimento dos mecanismos subjacentes a essa relação entre trauma e psicose está em constante evolução, abrangendo fatores biológicos, genéticos, neuroquímicos e psicossociais.
Embora a psicose pós-traumática compartilhe algumas semelhanças com o transtorno de estresse pós-traumático (TEPT), como reexperiência traumática e sintomas de evitação, sua ênfase reside nos sintomas psicóticos distintivos que emergem após um evento traumático. Essa abordagem diferenciada destaca a complexidade e a necessidade de abordagens de tratamento personalizadas, visando mitigar os sintomas psicóticos e oferecer suporte holístico ao indivíduo afetado.
A relação entre trauma e psicose é multifacetada e envolve interações complexas no nível neurobiológico. As teorias propostas sugerem que o trauma pode impactar o funcionamento do sistema nervoso central, levando a alterações nos circuitos neurais, neurotransmissores e processamento emocional. Por exemplo, estudos indicam que a exposição ao trauma pode resultar em uma disfunção do eixo hipotálamo-hipófise-adrenal (Eixo HPA), levando a níveis elevados de cortisol, o hormônio do estresse, que pode estar relacionado à manifestação de sintomas psicóticos.
Além disso, a disrupção na comunicação entrregiões cerebraisis envolvidas no processamento emocional e na avaliação da realidade pode contribuir para a gênese dos sintomas psicóticos. A amígdala e o córtex pré-frontal, por exemplo, desempenham papéis cruciais na regulação das respostas emocionais e na avaliação da ameaça. Traumas podem afetar negativamente a comunicação entre essas regiões, levando a uma interpretação distorcida das experiências e aumentando a suscetibilidade à psicose.
Fatores genéticos e ambientais desempenham papéis interativos na predisposição à psicose pós-traumática. Estudos de genética e pesquisa de famílias indicaram que existe uma base genética para a suscetibilidade à psicose, sendo que alguns genes estão associados tanto à vulnerabilidade à psicose quanto à modulação da resposta ao estresse.
No entanto, a genética não é o único fator. Fatores ambientais, como o tipo e a gravidade do trauma, bem como o ambiente de suporte após o trauma, também desempenham um papel crucial. A exposição a traumas repetidos, a falta de apoio social e a presença de outras adversidades ambientais podem aumentar o risco de desenvolver sintomas psicóticos.

## Mecanismos e Características Clínicas

### Principais Mecanismos
Várias teorias têm sido propostas para explicar os mecanismos pelos quais o trauma pode contribuir para o desenvolvimento de sintomas psicóticos. Uma teoria destaca a "reação dissociativa ao trauma", em que o indivíduo desenvolve mecanismos de defesa dissociativos como forma de lidar com a experiência traumática. Essa dissociação pode fragmentar a experiência subjetiva e levar a uma desconexão da realidade, facilitando a emergência de sintomas psicóticos.
Outra teoria sugere que o trauma pode desencadear um processo de "reativação traumática", em que memórias traumáticas são revividas repetidamente e podem se misturar com experiências atuais, contribuindo para sintomas alucinatórios e delirantes.

### Descrição dos Sintomas Psicóticos Típicos
Indivíduos que experimentaram um evento traumático podem apresentar uma variedade de sintomas psicóticos. Alucinações auditivas e visuais, em que a pessoa percebe coisas que não estão presentes no ambiente, são comuns. Delírios persecutórios, em que o indivíduo acredita que está sendo perseguido ou ameaçado, também podem surgir. Além disso, perturbações no pensamento, como pensamento desorganizado, podem se manifestar.

### Fatores Individuais e Contextuais
Vários fatores individuais e contextuais podem contribuir para a suscetibilidade à psicose pós-traumática. Indivíduos com histórico de transtornos psiquiátricos, como ansiedade ou depressão, podem estar em maior risco. Além disso, a gravidade do trauma, a idade de exposição, o apoio social após o evento e a presença de outros estressores na vida do indivíduo podem influenciar a manifestação dos sintomas psicóticos.

### Interação entre Vulnerabilidades Psicológicas Preexistentes e o Impacto do Trauma
A interação entre vulnerabilidades psicológicas preexistentes e o impacto do trauma é um aspecto crucial na compreensão da psicose pós-traumática. Indivíduos com histórico de traumas anteriores, dificuldades de coping ou predisposição genética à psicose podem ser mais suscetíveis a desenvolver sintomas psicóticos após um evento traumático. O trauma pode atuar como um gatilho que desperta essas vulnerabilidades subjacentes, levando à manifestação dos sintomas.

## Diagnóstico e avaliação
O diagnóstico da psicose pós-traumática é um processo complexo que envolve a avaliação cuidadosa dos sintomas, histórico do trauma e possíveis fatores de risco. Os critérios diagnósticos podem variar de acordo com as classificações diagnósticas, mas geralmente incluem a presença de sintomas psicóticos distintivos após a exposição a um evento traumático significativo.
Ferramentas de avaliação padronizadas são essenciais para um diagnóstico preciso e uma diferenciação adequada entre a psicose pós-traumática e outras condições psiquiátricas, como esquizofrenia ou transtorno bipolar. Entrevistas clínicas estruturadas, questionários de sintomas e escalas de avaliação psicótica podem ser utilizados para avaliar a gravidade dos sintomas e discernir a natureza do quadro clínico.

### Estratégias de tratamento
O tratamento da psicose pós-traumática é uma abordagem multidisciplinar que visa aliviar os sintomas psicóticos, melhorar o funcionamento geral do paciente e promover a recuperação. As estratégias de tratamento podem variar de acordo com a gravidade dos sintomas e as necessidades individuais do paciente. Entre as principais abordagens estão:
- Terapias Farmacológicas: A administração de antipsicóticos pode ser considerada para controlar os sintomas psicóticos agudos. A escolha do medicamento depende dos sintomas predominantes e das considerações individuais do paciente.[8]
- Psicoterapia: Abordagens como a terapia cognitivo-comportamental (TCC) adaptada para psicose podem ser eficazes. A terapia focaliza em compreender as crenças delirantes e alucinações, bem como desenvolver estratégias para lidar com elas.[8]
- Abordagens Integrativas: Intervenções que combinam terapia farmacológica e psicoterapia podem ser benéficas. Além disso, terapias complementares, como arteterapia, mindfulness e yoga, podem ajudar na gestão do estresse e dos sintomas.[8]

#### Tratamento Farmacológico
O tratamento farmacológico da psicose pós-traumática segue protocolos estabelecidos, buscando aliviar os sintomas psicóticos, melhorar a qualidade de vida e promover a recuperação do paciente. Embora as escolhas medicamentosas possam variar de acordo com as necessidades individuais de cada paciente, existem padrões definidos que orientam as abordagens farmacológicas.
Os antipsicóticos são uma classe de medicamentos frequentemente utilizados no tratamento da psicose pós-traumática. Existem dois tipos principais de antipsicóticos: os típicos (ou de primeira geração) e os atípicos (ou de segunda geração). Eles ajudam a reduzir os sintomas psicóticos, como alucinações, delírios e pensamento desorganizado.
- Antipsicóticos Típicos: Exemplos incluem a clorpromazina e a haloperidol. Eles são mais propensos a causar efeitos colaterais extrapiramidais, como tremores e rigidez muscular.[9][10]
- Antipsicóticos Atípicos: Exemplos incluem a risperidona, a olanzapina e a quetiapina. Esses medicamentos tendem a causar menos efeitos colaterais extrapiramidais e podem ser mais eficazes em aliviar uma variedade de sintomas psicóticos.[9][10]
- Estabilizadores de Humor: Alguns pacientes com psicose pós-traumática podem se beneficiar de estabilizadores de humor, especialmente se houver flutuações acentuadas no humor ou tendências depressivas. Medicamentos como o lítio e a lamotrigina podem ser prescritos para ajudar a regular as oscilações emocionais.[9][10]
- Tratamento Combinado: Em muitos casos, uma abordagem combinada que inclui tanto medicação quanto terapia psicossocial pode ser mais eficaz. Os pacientes podem se beneficiar da sinergia entre os efeitos dos medicamentos e as estratégias de enfrentamento aprendidas na terapia.[9][10]

A escolha do tratamento farmacológico deve ser baseada nas necessidades individuais do paciente, levando em consideração os sintomas predominantes, histórico médico, potenciais efeitos colaterais e preferências do paciente. A titulação da dose e o monitoramento dos efeitos colaterais são etapas cruciais para garantir a eficácia e a segurança do tratamento.

### Exemplificação de Casos Clínicos
Casos clínicos exemplificativos podem ilustrar como as abordagens de tratamento são aplicadas na prática. Por exemplo, um paciente com sintomas alucinatórios severos pode responder positivamente à terapia antipsicótica, enquanto outro paciente com delírios persecutórios pode se beneficiar da terapia cognitivo-comportamental.
Essas estratégias de tratamento devem ser personalizadas para atender às necessidades individuais do paciente e podem ser adaptadas ao longo do tempo à medida que os sintomas evoluem. A compreensão dos critérios diagnósticos, a seleção apropriada de ferramentas de avaliação e a escolha de abordagens terapêuticas são fundamentais para promover a recuperação e melhorar a qualidade de vida dos indivíduos com psicose pós-traumática.

## Diagnóstico diferencial
O diagnóstico diferencial entre psicose pós-traumática, esquizofrenia e transtorno bipolar é uma etapa crítica no processo de avaliação clínica. Embora essas condições possam apresentar sobreposição de sintomas, existem diferenças distintivas que podem auxiliar os profissionais de saúde mental na identificação precisa e no tratamento adequado. A seguir, são apresentadas as principais comparações entre essas formas de psicose:
1. Psicose Pós-Traumática:
- Contexto Traumático: A psicose pós-traumática ocorre em resposta a eventos traumáticos significativos na vida do indivíduo.
- Início dos Sintomas: Geralmente, os sintomas psicóticos emergem após um evento traumático específico.
- Fatores Desencadeantes: Os sintomas psicóticos estão frequentemente relacionados a memórias traumáticas ou revivência de eventos passados.
- Associação com Trauma: Os sintomas psicóticos estão intimamente ligados ao trauma e podem ser desencadeados ou exacerbados por lembranças traumáticas.[11]

2. Esquizofrenia:
- Início dos Sintomas: Os sintomas esquizofrênicos podem se desenvolver gradualmente, muitas vezes sem uma ligação clara com eventos traumáticos.
- Presença de Sintomas Negativos: A esquizofrenia frequentemente inclui sintomas negativos, como achatamento afetivo, avolição e retraimento social.
- Persistência: Os sintomas esquizofrênicos tendem a ser persistentes e podem durar por um período prolongado.
- Desorganização do Pensamento: Pensamento desorganizado e sintomas formais de pensamento são características comuns na esquizofrenia.[11]

3. Transtorno Bipolar:
- Alterações de Humor: O transtorno bipolar é caracterizado por episódios alternados de mania e depressão.
- Sintomas Afetivos: Os pacientes com transtorno bipolar experimentam variações acentuadas no humor e energia.
- Episódios Maníacos/Depressivos: Episódios maníacos envolvem elevação do humor, aumento da energia e comportamentos impulsivos. Episódios depressivos apresentam humor deprimido, anedonia e baixa energia.
- Variação de Sintomas: A psicose no transtorno bipolar pode ocorrer principalmente durante episódios de mania ou depressão.[11]

A diferenciação entre psicose pós-traumática, esquizofrenia e transtorno bipolar é fundamental para garantir um diagnóstico preciso e um plano de tratamento adequado. Embora as sobreposições possam ocorrer, os contextos, os padrões de sintomas, a relação com eventos traumáticos, os sintomas negativos ou afetivos e a persistência dos sintomas podem ajudar a distinguir essas condições. Uma avaliação abrangente e colaborativa, incluindo histórico médico, entrevistas clínicas e, possivelmente, ferramentas de avaliação padronizadas, é essencial para um diagnóstico diferencial preciso.